# Мария Бернат
Мария Бернат (на унгарски: Mária Bernáth) е унгарска изкуствоведка и писателка на произведения в биография и документалистика.

## Биография и творчество
Мария Бернат е родена на 1 септември 1935 г. в Братислава, Словакия, в семейството на художника Аурел Бернат и лекарката Алис Партос. В периода 1953 – 1958 г. учи музеология в университета „Лоранд Етвьош“.
Работи като изкуствовед за периода на 19 век, втората половина на 20 век и унгарското изкуство от края на века.
В периода 1969 – 1996 г. работи като старши изследовател в Изследователската група по история на изкуствата на Унгарската академия на науките. В периода 1981 – 1996 г. е главен редактор на списание „Ars Hungarica“.
Първата ѝ книга „Сезан. Ван Гог. Гоген“ е издадена през 1965 г.
През 1981 г. е удостоена в наградата на Академията за цялостното си творчество.
Мария Бернат умира на 14 септември 2017 г. в Будапеща.

## Произведения
- Cézanne, Van Gogh, Gauguin (1965)
Сезан. Ван Гог. Гоген, изд.: „Български художник“, София (1966), прев. Гизела Шоршич
- Munch. 1863 – 1944 (1966)
- Marées (1969)
- Klimt (1972)
- Rippl-Rónai József (1976)
- Balázs János élete és művészete (1977) – с Йозеф Мотнер
- Szinyei Merse (1981)
- Kaposvár, Rippl-Rónai Emlékmúzeum (1984)